# カロライナインコ
カロライナインコ（Conuropsis carolinensis）は、インコ目インコ科に属するインコの一種。アメリカ合衆国東半部に2つの亜種が生息していたが、双方ともすでに絶滅した。

## 形態
頭部はオレンジ色と黄色、首から下は緑色。生息地はバージニア州～フロリダ州～テキサス州東部～イリノイ州といった広大な範囲に及んだ。

## 生態
リョコウバトほどではないにせよ相当多くの生息数があったと思われるが、これがリョコウバトやオオウミガラスのように「どうせどこかにたくさんいるさ」という考えを誘発し保護の遅れにつながったともいわれる。木の実を主食とし、巣は大木の穴に作った。

## 絶滅の経緯
ヨーロッパからの移民が進出して果樹園を作ったことから、カロライナインコは害鳥として駆除の対象になった。またペット用の捕獲や羽根飾り・食用の狩猟も行われ、数が減っていった。1870年代以降増殖の試みが行われたが、うまくいったものはなかった。開発による森林の減少もあってカロライナインコの数は減り続け、1904年に野生では絶滅した。
1918年2月21日、オハイオ州のシンシナティ動物園で飼われていた「インカス」という名のオスが死んで、カロライナインコは完全に絶滅した。なお、シンシナティ動物園は1914年にリョコウバト最後の一羽「マーサ」が死んだ動物園でもあり、インカスが死んだのはマーサが飼われていたのと同じ籠だったという。